# Okrugli stol (rasprava)
Okrugli stol je mjesto za rasprave, akademske, znanstvene, umjetničke, stručne ili političke, posebice na konferencijama (znanstvene (akademske), političke) ili seminarima. Aluzija je na stol kavi su imali u arturijanskoj legendi kralj Artur i njegovi vitezovi. Okrugli stol za razliku od stolova oblika pravokutnika nemaju glavne strane predviđene za osobe s prvenstvom, nego su svi jednaki i svi sudionici u diskusiji su ravnopravni.
Okrugli stolovi služe popularizaciji stručno i društveno značajnih tema ili kao pomoć i u interesu društva u donošenju određenih zakona i strateških dokumenata, no u drugim situacijama služe promociji organizatora, tvrtki i/ili velikih sustava.
Moderatori, organizator i uvodničari imaju obvezu definirati predvidive zaključke i preporuke odgovarajućim institucijama države ili društva ili ciljane skupine. Ovome se pristupa jer valja upravljati procesom rasprave u smislu da unaprijed valja znati što se želi poručiti društvu okruglim stolom. Time se na okruglom stolu fokusira diskusija u pravome smjeru i sprječava divergentna rasprava koja ne omogućuje zaključke.
Okrugli stol treba najaviti na vrijeme. U priopćenju medijima valja im navesti najzanimljivije podatke o najavljenom okruglom stolu.
Teme okruglog stola smije predložiti svaki sudionik i organizator, a odobrava ju programski odbor okruglog stola.
Unaprijed se dogovara trajanje okruglog stola. Ne smije biti prekratak, jer se nikakva valjana rasprava ne može ni dogoditi, niti se svi dospijevaju uključiti. Ne smije biti ni predug, zbog gubitka koncentracije, zamora i gubitka niti rasprave. Ako se rasprava povoljno razvije, ne valja se slijepo držati prvotno određenog vremena, jer dobra atmosfera, uključenost sudionika i slušatelja i dosegnuta kvalitetna razina rasprave je neponovljiva.
Organizator predlaže uvodničare i moderatora. Organizator je po funkciji sličan je uredniku novina. Poželjno je da organizator prije nego što se održi okrugli stol sazove uvodničare. Tad se točno dogovara što će koji od uvodničara govoriti radi konzistentnosti teme.
Moderator je osoba s iskustvom, obično medijskim. U pravilu to nije organizator. Višegodišnja iskustva su pokazala da osobe bez medijskog i scenskog iskustva, koje su dobri organizatori, vrlo često kao loši moderatori upropaste inače dobro koncipirani okrugli stol te je potrebno funkciju moderatora odvojiti od funkcije organizatora. Ne smije u diskusiji zastupati unaprijed odabrani stav niti smije forsirati bilo čije
mišljenje, nego biti neutralan, ekvidistantan prema svim tendencijama koje se pojave u raspravi, a zastupati opće prihvaćene društvene norme.
Uvodničari su osobe s ugledom na svojem području, respektabilne osobe. Uvodna slova ne smiju biti skup međusobno nepovezanih izlaganja, nego dijelovi tematske cjeline. Uvodničarski govor traje kratko, do 5 minuta. U diskusiji smije odgovoriti na pitanja iz publike.
Nakon davanja uvodnih slova, moderator ih rezimira i poziva prisutnu publiku na postavljanje pitanja. Valja izbjeći da ista osoba iz publike višekratno postavlja pitanja jednom ili nekolicini uvodničara, jer to pretvara okrugli stol u prisvajanje od strane jedne osobe što tjera publiku van iz dvorane.
Nakon što se okrugli stol održao, voditelj mora odmah napisati novo priopćenje medijima. Ovo priopćenje mora sadržavati najvažnije podatke: naslov teme, imena uvodničara, broj prisutnih, zaključke i poruke za javnost, pri čemu poruka je primarna, jer novinarima ni čitateljstvu suhoparni podatci nisu zanimljivi.
Rasprave za okruglim stolom, skupa s kućama gostoprimstva i poljodjelskim sveučilištima jesu jedan od ključnih elemenata Pokreta katoličkih radnika (Catholic Worker Movement), kako je formulirao jedan od suosnivača pokreta Peter Maurin, koji je osnovao s Dorothy Day.